# Arrest Ruiz Zambrano
Het arrest Ruiz Zambrano is een uitspraak van het Europees Hof van Justitie van 8 maart 2011 (zaak C-34/09) inzake het verblijfsrecht.

## Casus
Na als vluchteling te zijn afgewezen bleef Ruiz Zambrano — van Colombiaanse nationaliteit — illegaal in België. Hij kreeg er twee kinderen, eerst Diego, dan Jessica, die beiden ex lege de Belgische nationaliteit hadden verkregen. Ruiz Zambrano zorgde voor — hier aan de orde: — Diego. Ten tijde van diens geboorte beschikte Ruiz Zambrano uit hoofde van zijn beroepsactiviteit over voldoende bestaansmiddelen. Ook had hij een ziektekostenverzekering.
Twee aanvragen van de heer en mevrouw Ruiz Zambrano tot regularisatie van hun verblijf waren afgewezen.
Nadat Ruiz Zambrano werkloos werd ontzegde de Rijksdienst voor Arbeidsvoorziening (RVA) hem een werkloosheidsuitkering. Volgens de RVA had hij niet gewerkt overeenkomstig de regelgeving betreffende het verblijf van vreemdelingen en de tewerkstelling van vreemde arbeidskrachten. Ruiz Zambrano beriep zich op het arrest Zhu en Chen, waarbij een afgeleid verblijfsrecht werd toegekend aan bloedverwanten in opgaande lijn van een kind van jonge leeftijd, staatsburger van een lidstaat, zodat de verplichting om in het bezit te zijn van een arbeidsvergunning voor hem niet gold.

## Rechtsvraag
Het Hof herformuleerde de vraag als volgt:

36. [Moeten] de bepalingen ... aangaande het burgerschap van de Unie aldus ... worden uitgelegd dat zij aan de bloedverwant in opgaande lijn, staatsburger van een derde staat, die zijn kinderen van jonge leeftijd, burgers van de Unie, ten laste heeft, een verblijfsrecht verleent in de lidstaat waarvan deze kinderen de nationaliteit bezitten en waarin zij verblijven evenals een vrijstelling van een arbeidsvergunning in die lidstaat.

en merkte op:

37. Alle regeringen die bij het Hof opmerkingen hebben ingediend, alsook de Europese Commissie stellen dat een situatie als deze van het tweede en het derde kind van Ruiz Zambrano, niet valt onder de situaties die door de bij het Unierecht gewaarborgde vrijheden van verkeer en verblijf worden bedoeld, aangezien deze kinderen in de lidstaat verblijven waarvan zij de nationaliteit bezitten en deze lidstaat nooit hebben verlaten. Bijgevolg zijn de door de verwijzende rechter bedoelde bepalingen van het Unierecht op het hoofdgeding niet van toepassing.

## Uitspraak Hof
Artikel 20 VWEU moet aldus worden uitgelegd dat het zich ertegen verzet dat een lidstaat aan een staatsburger van een derde staat, die zijn kinderen van jonge leeftijd, burgers van de Unie, ten laste heeft, het recht van verblijf ontzegt in de lidstaat waar deze kinderen verblijven en waarvan zij de nationaliteit bezitten, en hem bovendien een arbeidsvergunning weigert, aangezien dergelijke beslissingen de betrokken kinderen het effectieve genot van de belangrijkste aan de status van burger van de Unie ontleende rechten ontzeggen.

## Betekenis
Hoewel er sprake is van een zuiver interne situatie, het verblijf in de eigen lidstaat, zorgt de inmenging in de rechten van een EU-burger in een EU-lidstaat ervoor, dat het Unierecht toegepast dient te worden. Een daadwerkelijk grensoverschrijdend element om binnen de werkingssfeer van het Unierecht te vallen, is in deze omstandigheden overbodig.
Dus de derdelander mag ook bij de minderjarige burger van de Unie blijven?
Na Zambrano in Nederland (nog) niet. Dat arrest werd beperkt uitgelegd. In de praktijk was één van de ouders vaak wel Unieburger en dan werd naar die ouder verwezen om voor het kind te zorgen. Ook als deze ouder eigenlijk niet in beeld was of de verzorging niet op zich nam. De ‘derdelander’ (de ouder die géén burger van de Unie was) kon dan alsnog het verblijfsrecht ontzegd worden.
Het arrest Chavez-Vilchez gaf een verdere invulling van de voorwaarden waaronder een derdelander een verblijfsrecht aan artikel 20 VWEU kan ontlenen wanneer hij/zij de zorg heeft voor een Unieburger. Ingevolge dat arrest kan niet ongemotiveerd worden aangenomen dat het kind/Unieburger door de rechtmatig in de Europese Unie verblijvende 'andere ouder' kan worden verzorgd. Zie aldaar.